# The Storm (película de 2009)
The Storm (en holandés: De Storm) es una película de 2009 dirigida por el holandés Ben Sombogaart.
La película se estrenó el viernes 11 de septiembre de 2009 en el festival Film by the Sea en Flesinga (Vlissingen).

## Sinopsis
Julia (Sylvia Hoeks) es una joven madre soltera con un bebé. Los lugareños así como el padre de Julia consideran su estado como indignante.
En 1953, una terrible tormenta hace que cientos de diques se rompan en la región de Zelanda, produciéndose la inundación del mar del Norte.
La amenaza del agua es demasiado tarde por los lugareños, por lo que mucha gente sorprendida por el agua.
Julia huye, con su madre (Monic Hendrickx), su hermana y su hijo, a la buhardilla de su casa, que estaba derrumbándose. La casa continúa en colapso, y su madre y su hermana mueren ahogadas. El padre de Julia también aparece ahogado.
Mientras Julia es rescatada de morir ahogada y llevada bajo la protección de seguridad de los militares junto a su vecino Aldo (Barry Atsma), que es un miembro de las fuerzas armadas, pero su bebé se queda atrás en la buhardilla, en una caja de madera.
Julia y Aldo van juntos encontrar el bebé en la zona del desastre. Encuentran la caja, pero está vacía, y la conclusión de que alguien debe haber quitado de allí al niño. 
El niño terminó con una mujer que acaba de perder a su propio bebé en un accidente de coche.
Julia se encuentra con ella, pero dado que la mujer no quiere perder el bebé, ella lo esconde para Julia.
Dieciocho años después, Julia se encuentra con su hijo y la mujer de nuevo y descubre lo que pasó.

## Reparto
- Sylvia Hoeks - Julia
- Barry Atsma - Aldo
- Dirk Roofthooft - Padre de Julia
- Monic Hendrickx - Madre de Julia
- Katja Herbers - Krina
- Lottie Hellingman - Stientje

## Premios
En julio de 2010 "The Storm" ganó el "Award for Outstanding Achievement in Filmmaking (Premio al Logro Sobresaliente en Cine)" en la Stony Brook Film Festival de Nueva York. El productor Alan de Levitta y las actriz Sylvia Hoeks lo recogieron.